# 사진 모자이크

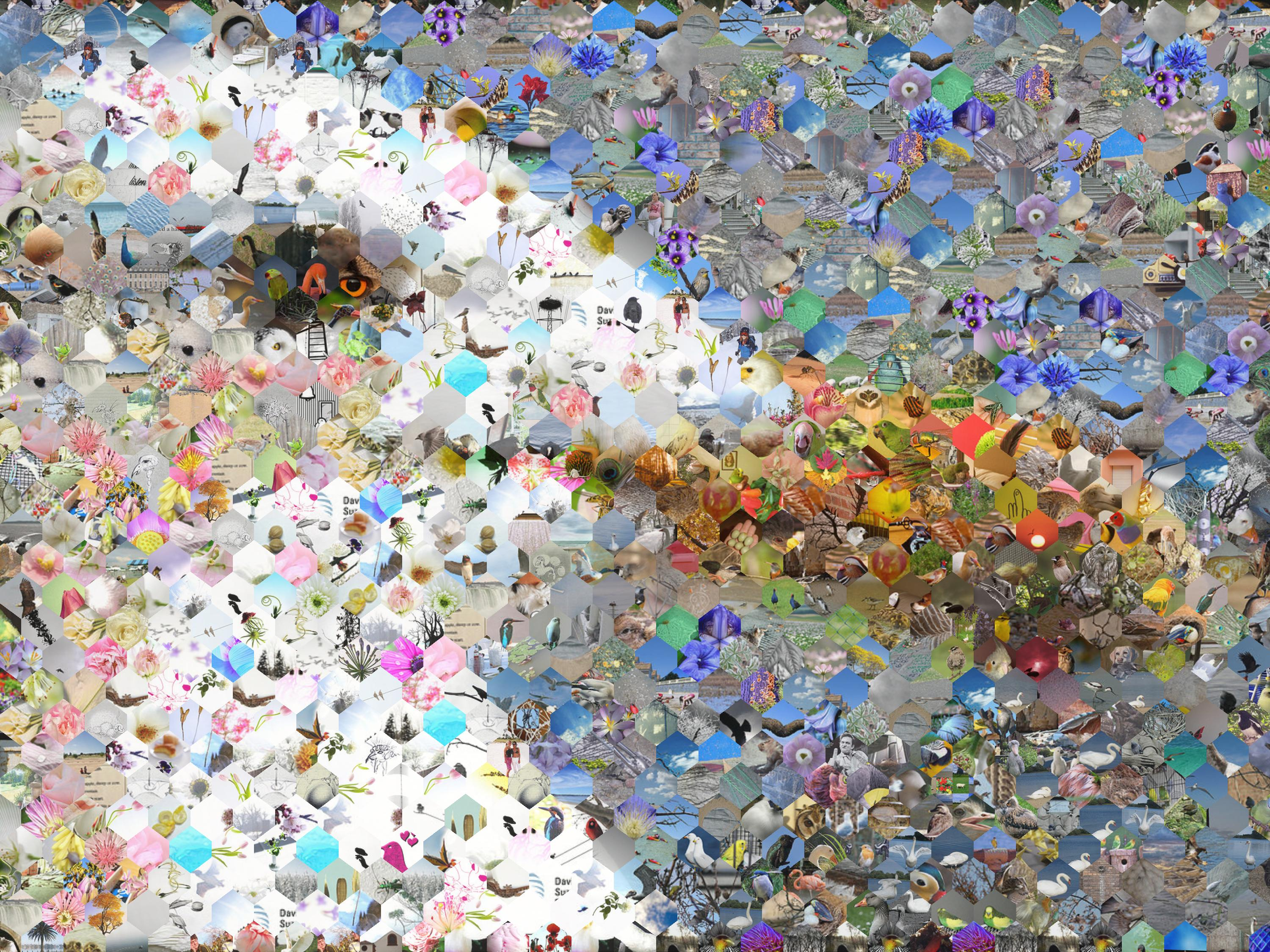
사진 모자이크로 만든 갈매기의 모습.

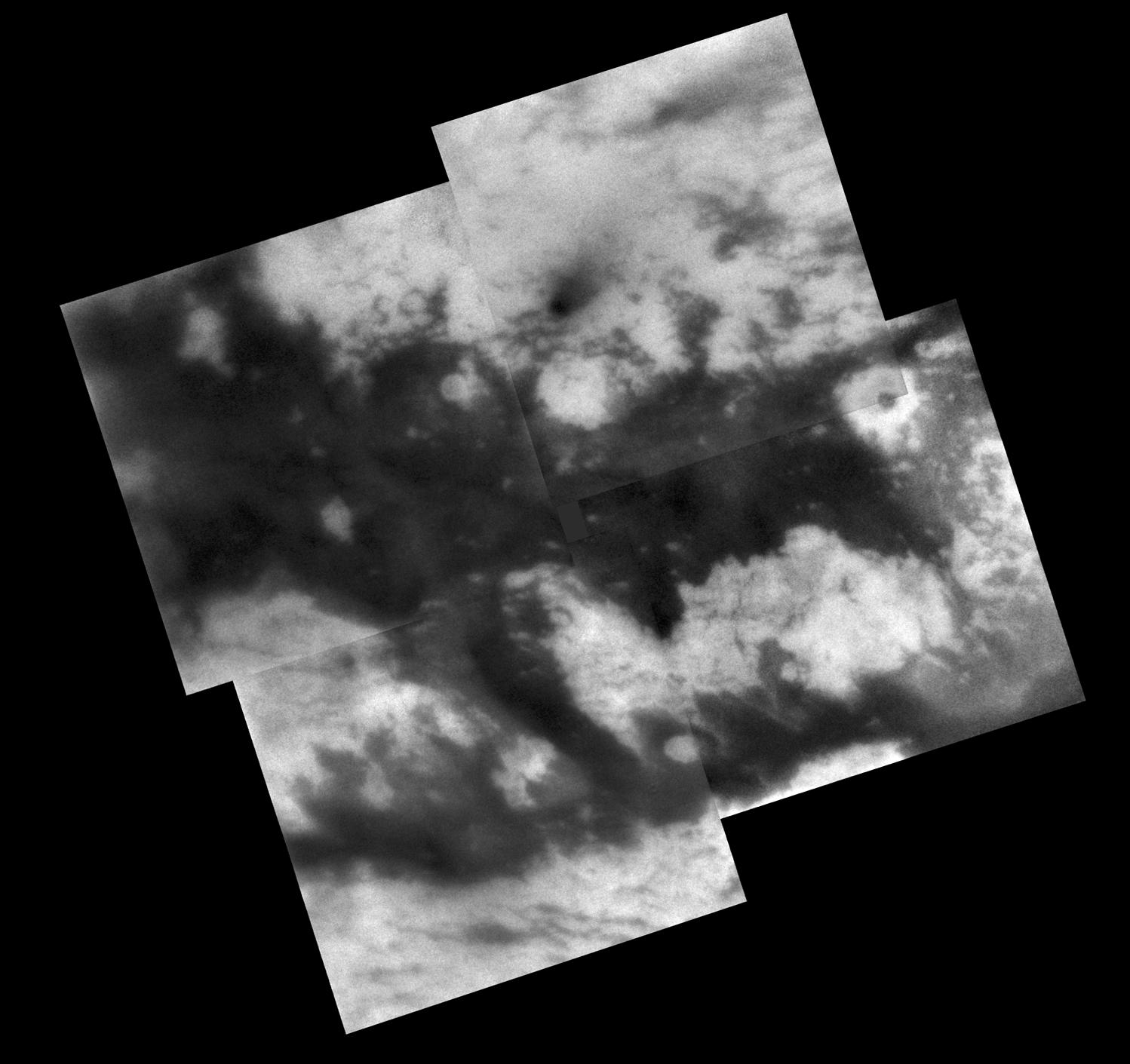
타이탄 지표의 사진 모자이크의 모습.

사진 모자이크(영어: Photographic Mosaic)는 다수의 사진을 모자이크와 같이 조합해 작성한 그림. 모자이크 아트로 불리기도 한다.
사진이 아니고, 회화 등의 그림을 사용했을 경우는 뮤랄 모자이크로 불린다.
미술 작품으로서는 다수의 사진을 축소해 정사각형 등 테셀레이션 도형으로 잘라내, 이것을 모자이크의 타일에 진단해 기판목장에 배치해, 큰 그림을 그린다. 근래에는 컴퓨터의 발달에 의해 완성도로서 주어진 사진과 타일이 되는 다수의 사진으로부터, 자동적으로 사진 모자이크를 만들 수 있다.
우주 탐사선의 사진이나 항공사진 등, 피사체를 1장의 사진으로 찍히지 않을 때, 촬영할 수 있던 부분적인 사진을 이어 합해 1장의 사진으로 하는 일이 있어, 이것도 사진 모자이크라고 부르는 경우도 있다.

## 같이 보기
- 포토몽타주
- 콜라주
- 파노라마 사진
- 착시